# قصر أصيخم
قصر أُسَيْخِم أو أُصْخِيْم أو عَصيخم، وسمي كذلك من أصخم وهي شدة السواد هو حصن بناه الأنباط لمراقبة طريق قوافلهم التجارية من جنوب جزيرة العرب إلى بلاد الشام. وورثه الرومان واستخدموه، وهو على قمة تلة مرتفعة شمال شرق بلدة الأزرق بحوالي 18 كم مشرفاً على الوديان التي تسير فيها المياه في مواسم المطر وينبت بها الزرع. استمر استخدامه في العهد البيزنطي وربما استخدمه المسلمون في العهد الأيوبي كمحطة لاستراحة الحجاج اثناء فترة انقطاع طريق الحج المعتاد بسبب الحروب الصليبية.
بني الحصن من الحجارة البازلتية السوداء التي منحته اسمه وهي حجارة متوفرة هناك وبكثرة. ويمكن التعرف على محجر حجارته في المحيط قربه كما يوجد في محيطه بئر ماء تبلغ مساحة الحصن 559 م2 ومحيطه 95 م بارتفاع يصل إلى 5 امتاراستخدمت الاقواس إلى جانب الشبائح الحجرية في حمل وتسقيف الاسقف

## معرض صور

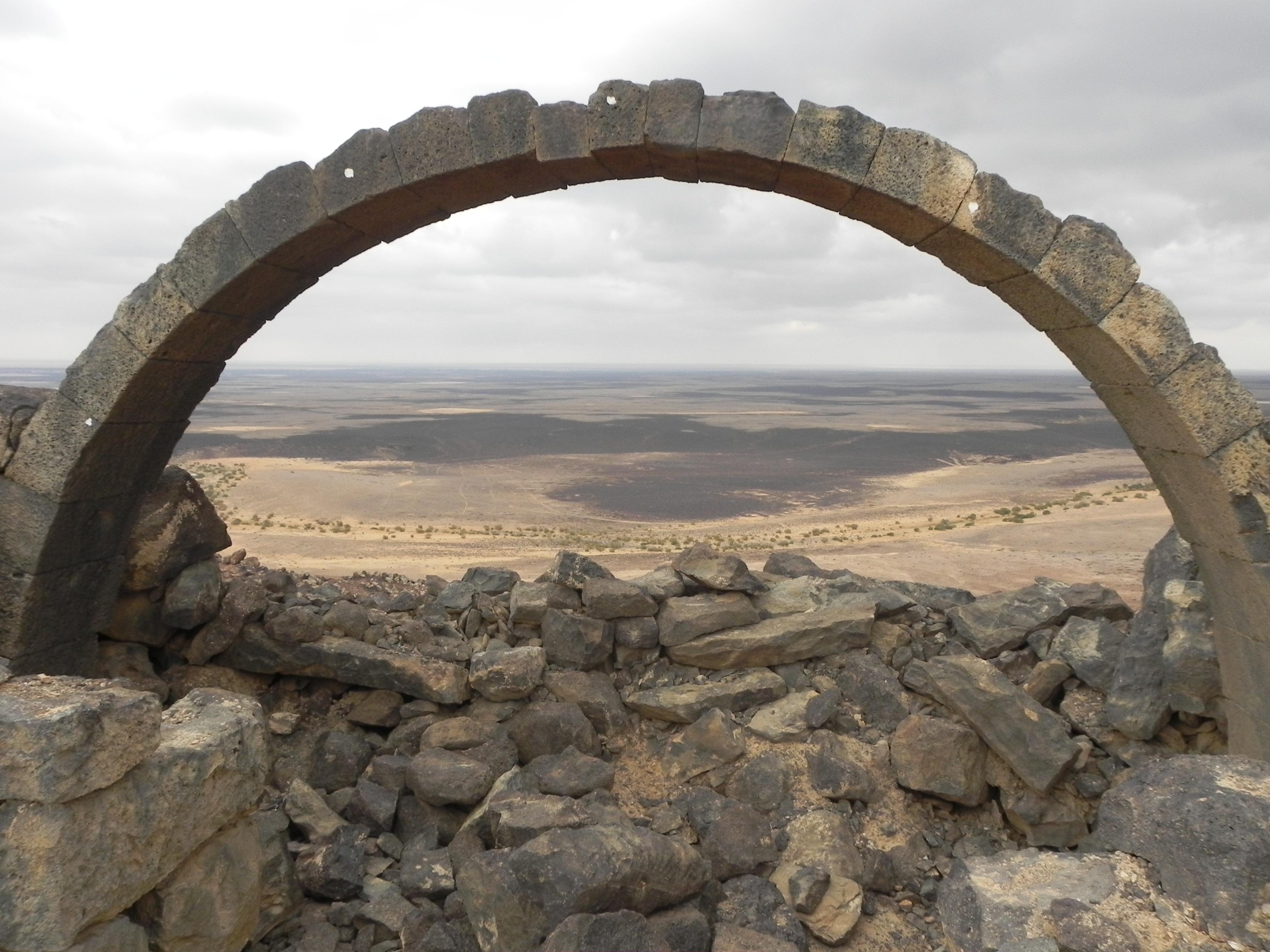
قصر اسخيم